# Sabetha
Sabetha és una població dels Estats Units a l'estat de Kansas. Segons el cens del 2000 tenia 2.589 habitants.

## Demografia
Segons el cens del 2000, Sabetha tenia 2.589 habitants, 958 habitatges, i 611 famílies. La densitat de població era de 308,5 habitants/km².
Dels 958 habitatges en un 30,1% hi vivien nens de menys de 18 anys, en un 55,7% hi vivien parelles casades, en un 5,7% dones solteres, i en un 36,2% no eren unitats familiars. En el 34% dels habitatges hi vivien persones soles el 19,1% de les quals corresponia a persones de 65 anys o més que vivien soles. El nombre mitjà de persones vivint en cada habitatge era de 2,33 i el nombre mitjà de persones que vivien en cada família era de 3,01.
Per edats la població es repartia de la següent manera: un 23,4% tenia menys de 18 anys, un 6,4% entre 18 i 24, un 22,8% entre 25 i 44, un 17,3% de 45 a 60 i un 30,2% 65 anys o més.
L'edat mediana era de 43 anys. Per cada 100 dones de 18 o més anys hi havia 82,4 homes.
La renda mediana per habitatge era de 36.450 $ i la renda mediana per família de 45.000 $. Els homes tenien una renda mediana de 31.958 $ mentre que les dones 21.458 $. La renda per capita de la població era de 22.126 $. Entorn del 3,7% de les famílies i el 7% de la població estaven per davall del llindar de pobresa.

## Poblacions més properes
El següent diagrama mostra les poblacions més properes.